# 灣區黃金
灣區黃金集團有限公司，簡稱灣區黃金集團和灣區黃金（英語：港交所：1194）是一家於香港交易所上市的公司，是從中盛糧油工業換取上市，其主要資產澳大利亞、中國河南欒川、內蒙古、雲南等金礦、銅、鉬、銀礦場等資產，也提供採礦資訊管理。前身為「中國貴金屬資源控股有限公司」和「麥盛資本集團有限公司」。
2012年7月8日中國貴金屬（1194）公佈，透過收購雲南省普洱市兩個金礦，引入獨立第三方 Premium Wise為新大股東，收購總代價19.88億元（人民幣．下同），已支付誠意金約5.5億元，餘額14.38億元將以發行新股及現金4.44億元支付，新股每股發行價1.41港元，較上周五收報1.27港元溢價11.02%，完成後 Premium Wise將持股19.93%。
2019年10月7日，「麥盛資本集團有限公司」更名為「灣區黃金集團有限公司」，英文名稱則由「Munsun Capital Group Limited」更名為「Bay Area Gold Group Limited」。